# فورت کالینز (کلرادو)
فورت کالینز (به انگلیسی: Fort Collins) شهری در ایالت کلرادو کشور ایالات متحده آمریکا است که جمعیت آن در سرشماری سال ۲۰۱۹ میلادی، ۱۷۰۲۴۳ نفر بوده‌است. این شهر در سال ۱۸۶۴ به عنوان یک قلعه نظامی در کوهپایه شرقی کوه‌های راکی بنا نهاده شد.
دانشگاه ایالتی کلرادو، شرکت وودوارد و دفتر هیولت پاکارد در فورت کالینز از جمله موسسات این شهر هستند. ساکنان این شهر، به دلیل نزدیکی به کوه‌های راکی، امکانات خوبی از لحاظ ورزشهای کوهستانی و زمستانی دارند.